# Schifffahrt und Bootsbau im Alten Ägypten

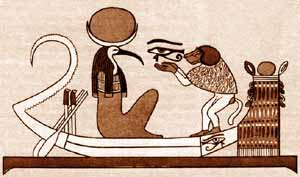
Mondbarke

Die Schifffahrt im Alten Ägypten war geprägt durch die Geographie des Landes. Der Nil, das unmittelbar angrenzende fruchtbare Land unterschiedlicher Breite und die Wüste haben den Charakter einer Stromoase, aus der sich zwangsläufig eine Flussgesellschaft entwickelte. Der Fluss wurde zur Handelsstraße Ägyptens. Er stellt das Band dar, das das Land vereinigte und zusammenhielt. Ägypten ist, wie Herodot sagte, ein Geschenk des Nils. Es war daher nur konsequent, das Medium Wasser zu nutzen, und sehr früh schwimmende Untersätze und später Boote zu bauen. Der Besitz und Gebrauch von Booten war auch während der jährlichen Nilschwemme zur Fortbewegung erforderlich, da das Land überflutet und von zahlreichen Kanälen und Wasserrückhaltebecken durchzogen war. Zahlreiche Dörfer lagen während der Jahreszeit Achet auf Warften.
Zeitzeugen für die Schifffahrt und den Bootsbau im Alten Ägypten sind Bootsdarstellungen als Felszeichnungen, auf Papyrus, Reste von bemalten Feuersteinen, Graffiti-ähnliche Darstellungen auf Gebäudewänden, Grabzeichnungen, Skizzen auf Wüstenfelsen sowie Felsbrocken. Schriftliche Unterlagen sind erhalten als Werftprotokolle, Schiffstagebücher, Geschäftsberichte, Import- und Exportlisten und juristische Dokumente. Darüber hinaus gibt es Tempelzeichnungen und Reliefs von Booten und deren Einsatz bei Kämpfen auf dem Nil sowie bei kultischen Zeremonien. Gefunden wurden auch Bootsmodelle aus Terrakotta, Metall, Knochen und Elfenbein sowie lebensgroße Boote als Grabbeigaben.
Aus der frühdynastischen Periode sind Bootsmodelle und schiffbauliche Fragmente, die Sonnenbarke des Cheops aus dem Alten Reich sowie Modelle von Begräbnisbooten aus dem Mittleren Reich erhalten. Aus dem Neuen Reich sind reichlich Konstruktionshinweise und schiffbauliche Details bekannt, jedoch keine archäologischen Überreste von Booten. Informationen und Quellen mit Aussagen über Schifffahrt und Bootsbau werden mit dem Ende des Neuen Reiches immer spärlicher, bis sie in der griechisch-römischen Zeit wieder aufleben. Die Schilderung der Schifffahrt und des Bootsbaues des Alten Ägyptens beschränkt sich daher auf die Zeit bis zum Ende des Neuen Reiches.

## Schifffahrt auf dem Nil
Der Nil bildete die Hauptschlagader bei der Durchsetzung wirtschaftlicher und sicherheitspolitischer Interessen in Ägypten und Nubien. Boote dienten dem Handel, dem Transport von Lebensmitteln aller Art, sie transportierten Beamte für die Landvermessung nach jeder Nilschwemme, Zoll- und Steuereinnahmen, Baumaterialien für den Pyramiden- und Tempelbau sowie dem Transport von Soldaten. Sie waren unerlässlich für die Durchführung staatlicher Feste und erfreuten sich hoher kultischer Bedeutung. Bootsbesitz war ein erstrebenswertes Ziel für jedermann in Ägypten, soweit er es sich leisten konnte. Es gab wohl keine Zivilisation, die mehr auf den Transport über das Wasser angewiesen war.

## Schifffahrt auf der Hohen See
Zur Durchsetzung der ökonomischen Interessen Ägyptens und deren Nutzbarmachung für die eigene Wirtschaft gab es seit der frühdynastischen Zeit Handelskontakte als auch kriegerische Auseinandersetzungen mit den Nachbarländern in Syrien/Palästina über See. Die ersten Handelskontakte mit Punt und Lieferungen von Weihrauch von dort sind nachweisbar. Das politische Interesse im Mittleren Reich war insbesondere auf die Aufrechterhaltung der Handelsbeziehungen mit Syrien/Palästina gerichtet. Der Handel mit Punt wurde, nachdem er in der Ersten Zwischenzeit ausgesetzt war, wieder aufgenommen. Im Neuen Reich wurde Ägypten Großmacht. Es beherrschte Syrien-Palästina, forderte die Hethiter heraus und trieb Handel mit dem Festland Griechenlands und den ägäischen Inseln und dem Horn von Afrika. Für den Handel außer Landes waren Boote unerlässlich. Boote bildeten die Grundlage für den Wohlstand und Machtausübung Ägyptens.

## Boote und Bootsbau
Das Alte Ägypten hatte eine lange Tradition im Bootsbau, die den Zeitraum von der Prädynastik bis zum Neuen Reich umfasste. Allgemein angenommen, jedoch nicht unumstritten, ist ein aus dem östlichen Mittelmeerraum zunehmender schiffbaulicher Einfluss beginnend mit der Regierungszeit Echnatons. Dies wird unter anderem mit den in Tempelreliefs Ramses III. in Medinet Habu dargestellten Booten (angeblich nicht ägyptischen Ursprungs) des Kampfes auf dem Nil gegen die Seevölker begründet. Boote wurden sowohl aus heimischem Akazien- und Sykomorenholz als auch aus importierten Kiefern, Zypressen und Zedern gebaut. Das Tauwerk wurde aus Palmfasern, Papyrus oder verschiedenen Grasfasern hergestellt.

### Prädynastische Zeit
Aus der Badari-Kultur sind die ersten, wahrscheinlich aus besenförmig gebundenen Papyrusbündeln oder Schilfrohr hergestellten, schwimmenden Untersätze und Flöße bekannt. Die Naqada I Periode (Naqada-Kultur) lässt ähnliche aus Papyrus hergestellte Untersätze erkennen. In der Naqada II Periode sind bootsähnliche aus Papyrusbündeln modellierte Konstruktionen nachweisbar. In diesen Zeitraum fällt auch der Beginn des Baus der ersten Holzboote mit Planken. Zum ersten Mal erscheint die für Ägypten typische Bauweise sichelförmig geformter Boote mit hochgezogenen Bootsenden. Bei dieser Bauweise blieben Teile des Rumpfes oberhalb der Wasseroberfläche. Diese Boote konnten bereits eine Länge von ca. 17 m erreichen.
Der Bau des Bootes erfolgte zunächst über die Konstruktion der Rumpfverschalung aus Planken, mit andern Worten, die Außenhaut eines Bootes wurde zuerst zusammengefügt, bevor sie durch ein inneres Skelett und Spanten versteift und stabilisiert wurde. Die Boote hatten wahrscheinlich keinen Kiel. Die aus Akazien- oder Sykomorenholz bestehenden Planken und Verschalungsstücke wurden mit Grasseilen verlascht. Diese Zurrungen dehnten sich im Wasser aus und dichteten den Schiffskörper ab. Bereits zum Ende der prädynastischen Zeit tauchte das Segel zum ersten Mal auf.

### Frühdynastische Zeit einschließlich 1.–2. Dynastie
Seit der 1. Dynastie wurden Boote in Ägypten nachweislich ohne Kiel gebaut. Es gibt keine Anzeichen dafür, dass in Ägypten jemals Boote mit einem Kiel gebaut wurden. Die Planken der Außenhaut wurden mit Loch und Zapfen miteinander verbunden beziehungsweise verklammert. Dies blieb die Bauweise sichelförmiger Boote vom Alten bis zum Neuen Reich. Zur Festigung des Bootskörpers wurden longitudinale Stabilisierungsbalken in der Bilge eingebaut. Aus Tarchan stammen zahlreiche Bootsplanken, die sich wiederverbaut in Grabanlagen fanden. In dieser Zeit gibt es auch Bootsbestattungen, die als lebensgroße Grabbeigaben neben den Mastabas hoher Beamter gefunden wurden.

### Altes Reich

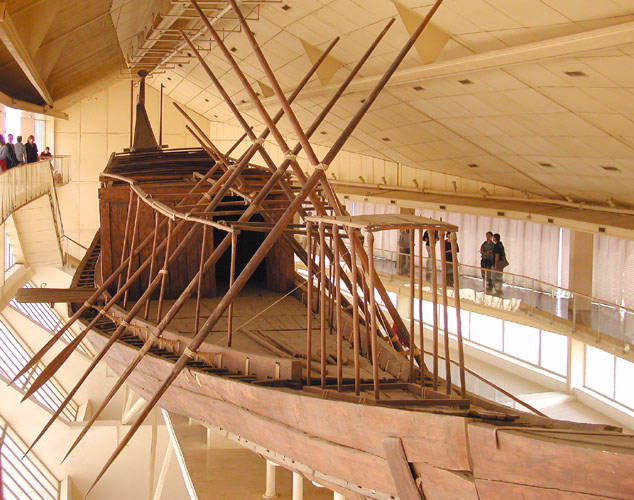
Sonnenbarke

Aus dem Alten Reich sind eine Reihe von Abbildungen in Grabanlagen, Bootsmodellen und nicht zuletzt die Sonnenbarke des Cheops bekannt. Es gab Boote für unterschiedlich Zwecke, neben dem auch weiterhin lokal genutzten Papyrus-Boot. Die Maße dieser Boote reichten von etwa 50 m Länge seegehender Boote, über die 43 m Länge des Flussbootes des Cheops bis zu den etwa 20–30 m messenden Lastbooten.

#### Flussboote für den Personenverkehr
Das äußere Erscheinungsbild der sichelförmigen Boote war geprägt durch kantig ausgeformte Bug- und Heckenden oder aber durch einen Tierkopf am Bug. Die Boote hatten einen Flachboden mit winkelförmigen Bilgen. Das Heck war höher als der Bug. Teilweise waren die Decksplanken abnehmbar. Die Boote trugen Schutzdächer für die Besatzung und/oder Hütten aus Schilfmatten für Passagiere.

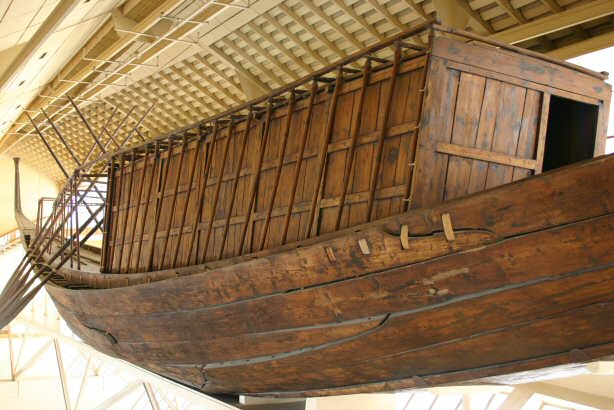
Kraweel-Beplankung der Sonnenbarke

Die Bootsbauer benutzten eine aus mehreren Planken zusammengesetzte Mittelachse statt eines Kiels, an der kurze Planken versetzt wie beim Mauerbau verbunden durch Loch und Zapfen angesetzt wurden. Wenn die gewünschte Bordwand-Höhe erreicht war, wurde es durch ein Dollbord abgeschlossen. Querbalken auf Höhe des Dollbords trugen die Decksbeplankung, sorgten für seitliche Versteifung und verhinderten ein Auseinanderbrechen des Bootskörpers. Longitudinale Stabilisierungsbalken wurden in der Bilge und an Oberdeck eingebaut. Die Planken wurden Kraweel verbaut, wie in der gesamten Antike im Mittelmeerraum.
Diese kiellosen Boote trugen einen im Vorschiffsbereich verankerten zweibeinigen Mast, da die Decks nicht genügend Festigkeit hatten, um das auf eine Stelle konzentrierte Gewicht eines Mastes zu tragen. Daher wurde ein oben zusammenlaufender Mast mit zwei Mastfüßen verwandt. Der Mast wurde durch Stags und Pardunen (Stehendes Gut) gehalten. Ein Trimmen (Segeltrimm) des Segels, um einen anderen als achterlichen Wind zu nutzen, war nicht möglich. Der Mast war bei Bedarf umlegbar und wurde dann an Oberdeck gelagert.
Segel waren an der Rah befestigt, die durch Falle vorgeheißt und herabgelassen werden konnten. Die Rah wurde durch am Mast vertäute, befestigte Leinen gehalten. Das Segel wurde unten durch einen an Oberdeck liegenden Baum für den Windeinfall offen gehalten. Die Falle der Rah wurden am Heck befestigt. Die Stags und Pardunen erfüllten vermutlich die Doppelfunktion der Stabilisierung des Mastes und des frei über dem Wasser schwebenden Hecks. Obwohl ägyptische Schiffe weiterhin keinen Kiel hatten, wurde die Konstruktion des Doppelmastes nach der VI. Dynastie nicht mehr verwandt. Die Steuerung erfolgte durch ein oder bis zu sechs in Paaren eingebauten seitlichen Steuerrudern. Ab der 6. Dynastie waren nur noch einbeinige Masten in Gebrauch.

#### Seegehende Boote

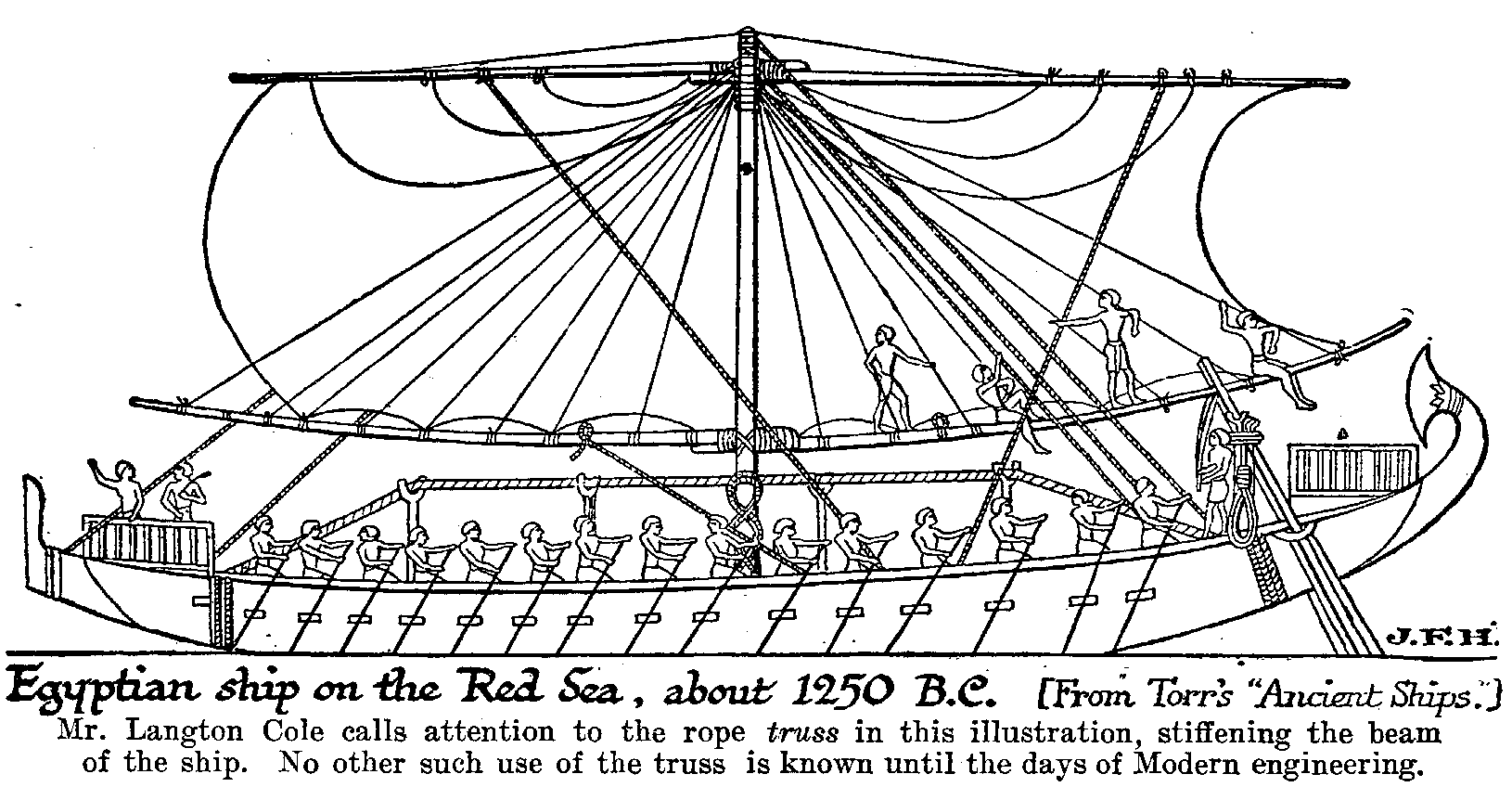
Seegehendes Boot

Das Byblos-Boot ist wohl das bekannteste seegehende Boot aus dieser Zeit. Bekannt ist es durch eine Darstellung im Sonnentempel des Pharao Sahure. Dieser Name blieb der allgemein gebräuchliche Name für ein hochseefähiges Boot. Unklar ist, ob dies auf die besondere Bedeutung von Byblos in Syrien als Zentrum des Schiffbaus, als Herkunftsort von Zedernholz oder als ständiger Bestimmungs- und Ladehafen hinweist.
Die Bauweise seegehender Boote entsprach grundsätzlich den Konstruktionsmerkmalen der Flussboote. Für seegehende Boote gab es jedoch zwei Neuerungen. Damit der Bootskörper den Belastungen des Seegangs auf offener See widerstehen konnte, wurde eine mehradrige, verdrillte Trosse, die deutlich oberhalb des Oberdecks über Stützen geführt wurde, verwandt. Durch Drehen eines in die Kardeele der Trosse eingeführten Handhebels konnte die Spannung erhöht werden, um ein Absacken des aus dem Wasser ragenden Vorschiffs und Hecks zu verhindern. Zur weiteren Versteifung wurde ein das Oberdeck unterhalb des Dollbords umspannender netzartiger Gürtel aus Tauwerk verwandt. Damit wurden die Oberdecksplanken fixiert, um ein Auseinandergehen der Balken zu verhindern. Der Mast konnte auch hier, wenn nicht gebraucht, umgelegt werden. Ab der 5. Dynastie bewegte sich der vordere Einbauort des Mastes langsam in die Schiffsmitte, die es etwa um 1500 v. Chr. erreichte.

#### Lastboote auf dem Nil
Lastboote hatten ein reduziertes Freibord und eine größere Breite. Konstruktionsmäßig grundsätzlich gleich, obwohl mehr prahmartig geformt, wurden diese Boote sehr oft auch mit einem netzartigen Gürtel um das Oberdeck gebaut. Mittschiffs wurde die Ladefläche an Oberdeck für Lasten frei gehalten. Der Mast konnte auch hier umgelegt werden und lagerte dann auf den Oberdeckslasten.

#### Papyrus-geformte Boote
Dies waren aus Holz gebaute Kopien der ursprünglich aus Papyrus geformten Boote, die für zeremonielle und kultische Zwecke sowie für den Transport der Toten verwandt wurden.

### Mittleres Reich

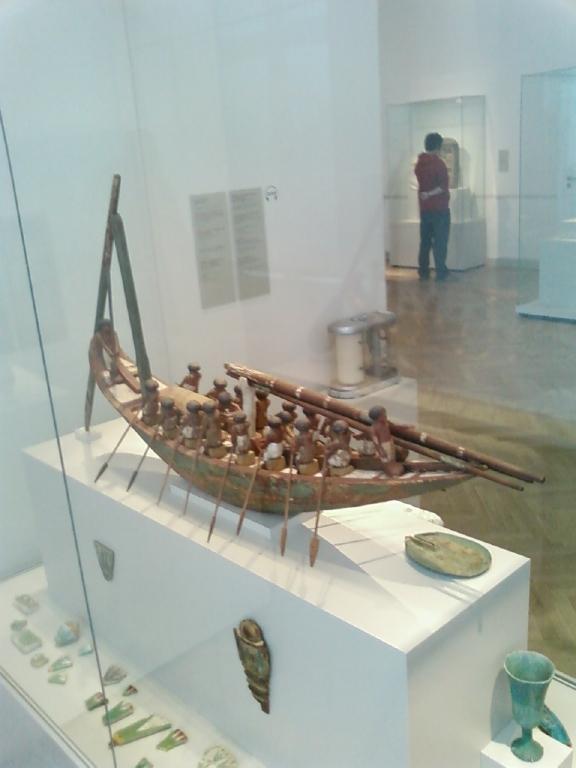
Modell des Bootes von Montuhotep

Während des Mittleren Reiches fand ein bedeutender schiffbaulicher Wandel statt. Die Konstruktion von Flachbodenbooten wurde aufgegeben. Der Bootskörper war nun löffelartig geformt mit einem vertikal aus dem Wasser ragenden Bug und einem hochgezogenen Achtersteven, teilweise lotusähnlich endend. Dies blieb das Charakteristikum ägyptischen Schiffbaus bis zum Ende des Neuen Reiches. Der bisher das Oberdeck unterhalb des Dollbords umspannende netzartige Gürtel entfiel. Der in der Bilge oder seitlich an Oberdeck verbaute longitudinale Stabilisierungsbalken wurde durch ein ebenfalls an Oberdeck, jedoch mittschiffs verlaufenden Längsspant ersetzt. Die laterale Festigkeit wurde durch am Längsträger befestigte Querträger erreicht.
Der zweibeinige Mast wurde nicht mehr verwendet und durch einen mittschiffs durch das Oberdeck bis zum Schiffsboden reichenden Mast ersetzt. Dieser konnte nach wie vor umgelegt werden. Rah und Baum wurden nun durch am Mastkopf befestigte Leinen getragen, zwischen denen ein rechteckiges und vergrößertes Segel aus Leinen befestigt war.
Das Steuer veränderte sich radikal. Ein einzelnes Steuerblatt war achssymmetrisch achtern eingebaut, während bei Verwendung von zwei Steuerblättern diese seitlich verbaut wurden. Ruder wurden durch einfache an Oberdeck befestigte Schlaufen gehalten. Bei Bedarf waren Deckhäuser installiert. Der Schiffsrumpf wurde weiterhin in Kraweelbeplankung ausgeführt. Aus Papyrus gebaute Boote für kultische Zwecke waren weiterhin in Gebrauch.

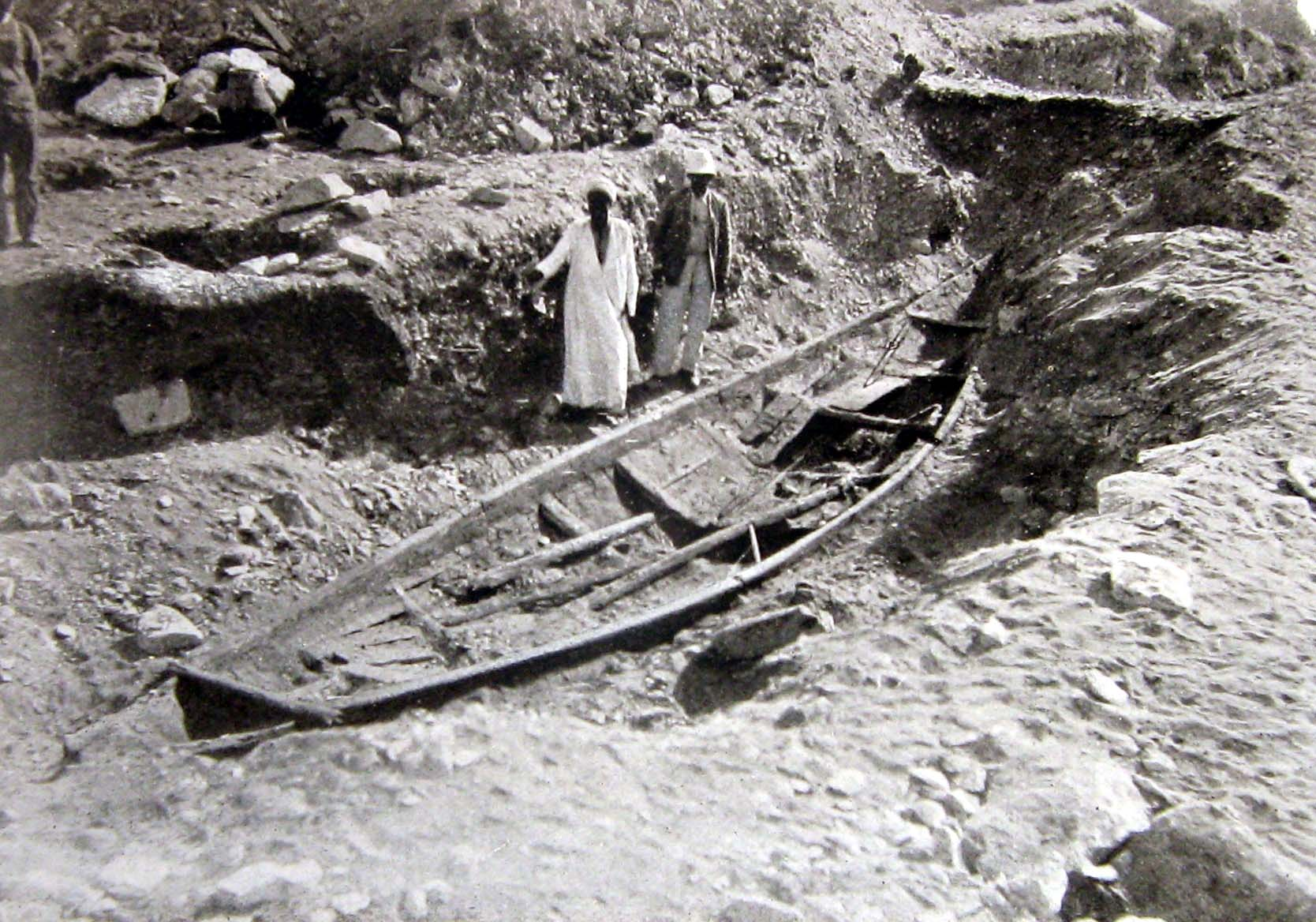
Ausgrabung eines der Boote des Sesostris III.

Überliefert sind die Aufzeichnungen eines Schreibers aus dem Jahre 2000 von einer Reise im Roten Meer mit einem Boot von 60 m Länge, 20 m Breite und einer Masthöhe von 18 m. In der Regel hatten seegehende Boote eine Länge von bis zu 30 m. Im Mittleren Reich konnten diese Boote etwa 120 Mann transportieren. Neben der Pyramide von Sesostris III. in Dahschur fanden sich verschiedene königliche Boote.

### Neues Reich
Mit Beginn des Neuen Reiches gibt es erste nachweisbare Erkenntnisse über den Schiffbau im östlichen Mittelmeer. Zu Beginn dieser Periode waren die Boote Griechenlands, Kretas und Syrien/Palästinas den ägyptischen Booten sehr ähnlich. Umstritten ist die Annahme, dass gegen Ende der 18. Dynastie die ägyptischen nautischen Kenntnisse und schiffbaulichen Fertigkeiten durch die technische Entwicklung anderer Staaten im östlichen Mittelmeer überholt waren.
Es erscheint wahrscheinlich, dass Ägypten seine Handelsmarine und Marine während der zweiten Hälfte der 18. Dynastie und der ersten Hälfte der 19. Dynastie für den Handel, Truppentransport und den Abtransport von Kriegsbeute und Tributen ausbaute und reorganisierte. Die Boote wurden größer und in ihren Funktionen vielfältiger. Grundsätzlich war die Konstruktionsweise des Schiffsrumpfes die gleiche. Boote konnten auf Grund ihrer Bauweise zerlegt und über Land, zum Beispiel vom Nil zum Roten Meer, transportiert werden. Sie hatten im Roten Meer eine Länge von ca. 21–30 m lang, ca. 5,5 m breit und einem Tiefgang von ca. 1,2–1,5 m. Im Mittelmeer waren sie ca. 30 m lang und ca. 9 m breit. Die Transportfähigkeit der Boote reichte von Steinblöcken in der Größenordnung von 0,45–1,5 m³ bis zu mehreren hundert Tonnen.
Nilschiffe hatten durchschnittlich eine Besatzung von etwa 25 Mann. Seegehende Schiffe konnten etwa ein Regiment Soldaten nach Byblos transportieren.

#### Flussboote

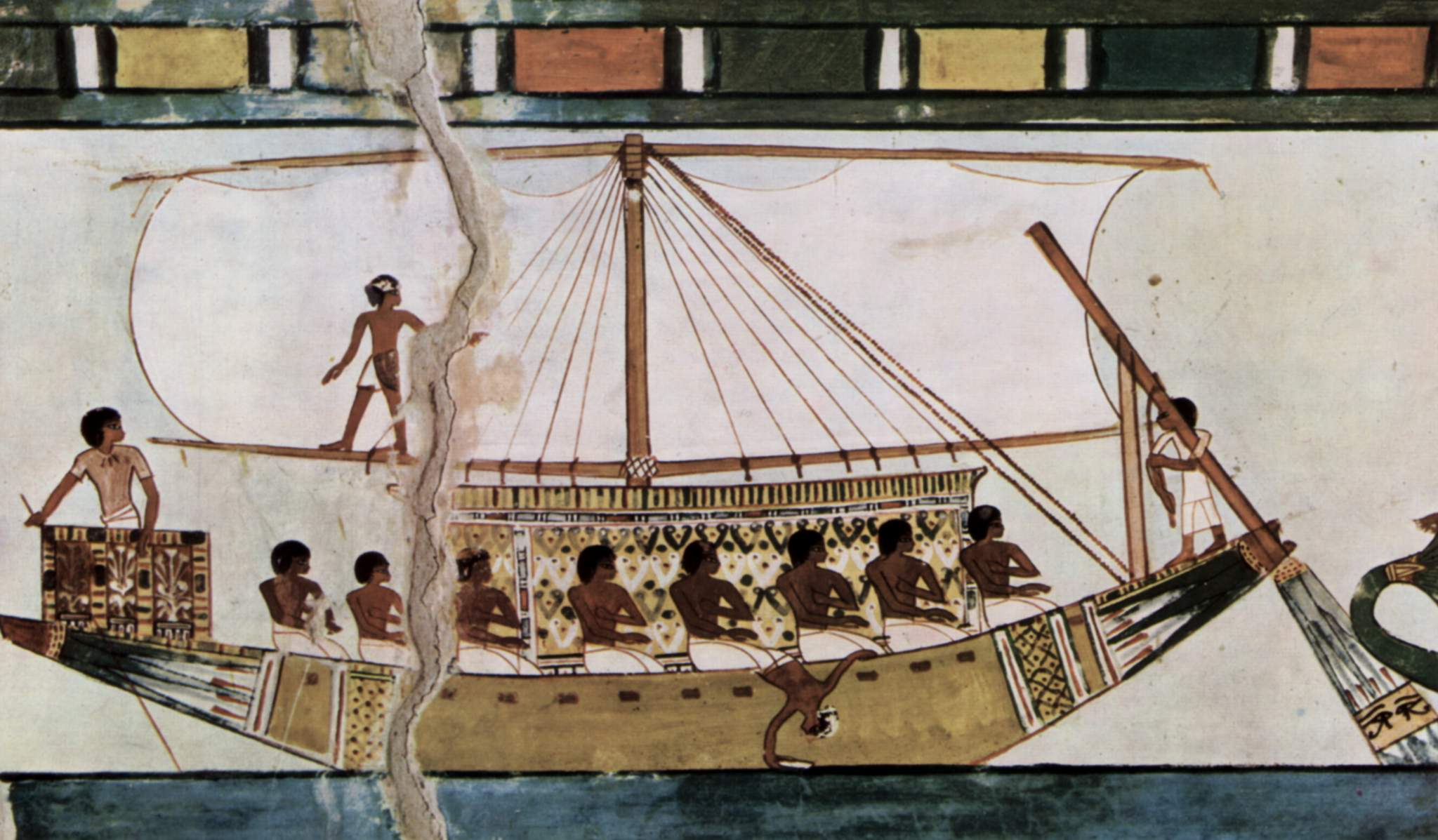
Grabkammer des Menna, Ackerschreiber des Königs, Szene: Wallfahrt nach Abydos

Das bekannteste Boot des Neuen Reiches für die Schifffahrt auf dem Nil ist das im Grab des Rechmire (hoher Beamter während der Regierungszeit Thutmosis III. und Amenophis I.) so genannte Rechmire-Boot. Ein einzelner Mast wurde durch das Deckhaus geführt und war nicht umlegbar. Er wurde durch Vor- und Achterstags gehalten. Die Rahen bestanden aus zwei überlappenden Spieren, die beidseitig des Mastes zusammengelascht waren. Die obere Rah wurde durch zwei Halteleinen, die untere Rah durch zahlreiche Halteleinen gehalten. Die Rahen waren am Mast festgelascht Lasche. Halteleinen hatten keine Aufgabe bei Segelmanövern, sondern lediglich eine Tragefunktion. Das Segel ist horizontal breiter als bei den meisten Booten des Alten Reiches. Die Segel wurden geborgen durch Lösen der Segel von der unteren Rah, fieren der oberen Rah bis auf Mannshöhe der auf der unteren Rah stehenden Seeleute, und das Aufschlagen des Segels auf die obere Rah. Diese Boote konnten natürlich auch gerudert werden. Mit der dargestellten Takelage war ein Kreuzen nicht möglich. Deckhäuser gab es auf fast allen Booten dieser Periode. Die Steuereinrichtung entsprach grundsätzlich der im Mittleren Reich entwickelten Methode.

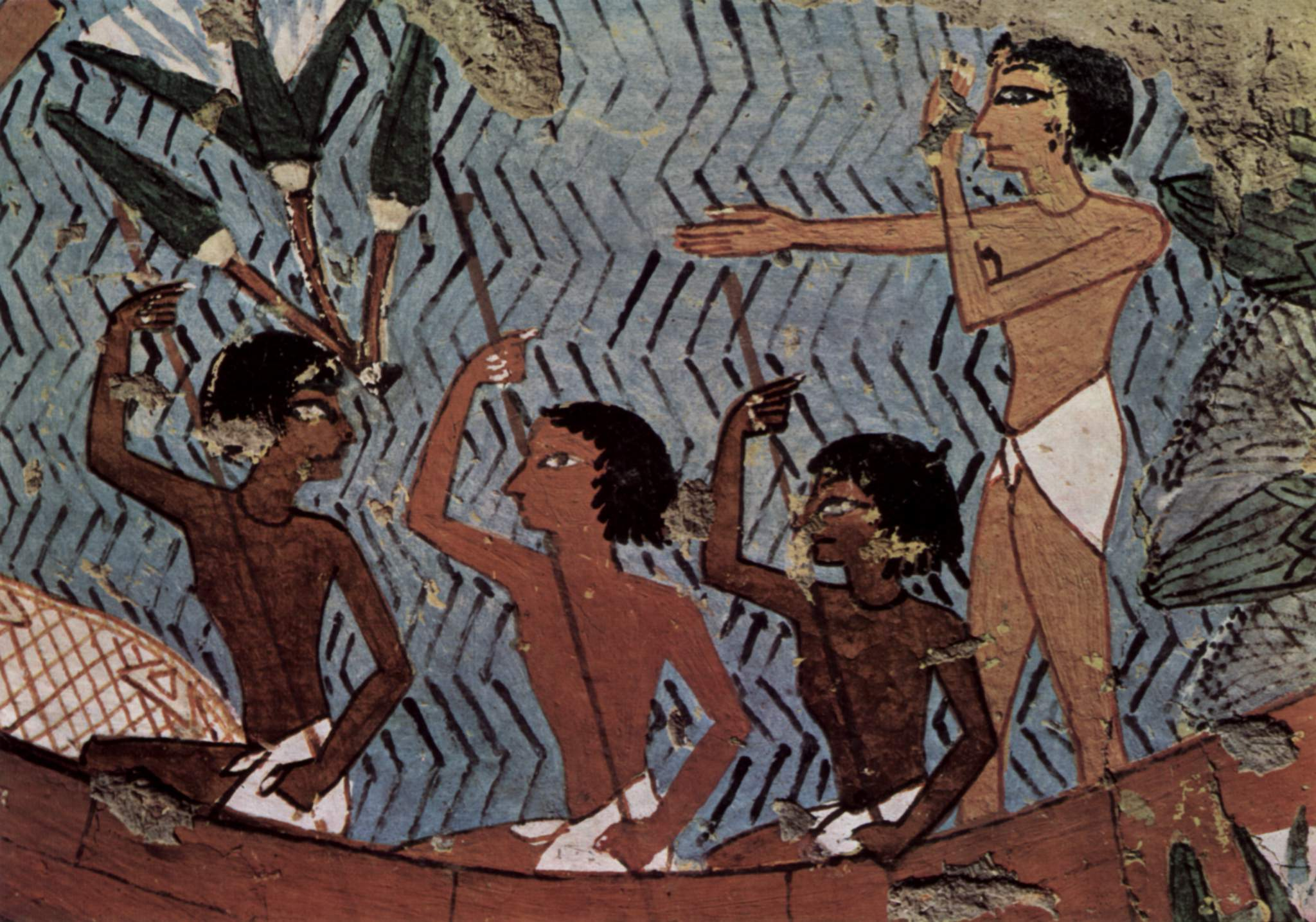
Fischerboot

#### Seegehende Boote
Ein Relief von Booten der Pharaonin Hatschepsut aus ihrem Totentempel zeigt typische seegehende Boote ihrer Zeit. Sie waren in ihrer Konstruktions- und Bauweise den Flussbooten ähnlich. Sie hatten jedoch einen erheblich tiefer gehenden Rumpf als das Byblos Boot. Die laterale Festigkeit wurde durch über Oberdeck geführte und die Bordwand durchbrechende, außenbords sichtbare Querbalken verstärkt. Die longitudinale Festigkeit musste nach wie vor durch eine mehradrige, verdrillte auf Stützen über das Oberdecks laufende Trosse hergestellt werden. Segel und Befestigung der Rahen entsprach den auf dem Nil eingesetzten Booten. Zur Verbesserung der Trimmmöglichkeit wurde teilweise der Baum weggelassen und durch Geitaue ersetzt. Mittels dieser Geitaue konnte das Segel aufgegeit werden, um den Raumschotswind (Kurse zum Wind) nutzen zu können. Dies konnte teilweise auch durch an den Enden der oberen Rah befestigte Brassen erreicht werden. Die Ruderanlage bestand aus zwei beidseitig angebrachten Ruderblättern. Unter Amenophis III. wurde der neue Hochseetyp „Menesch“ eingeführt.

#### Lastboote
Der Schiffskörper, Mast und Takelage von Lastbooten entsprachen im Wesentlichen denen der Flussboote. Sie waren jedoch breiter und hatten keine Verzierungen an Bug und Heck. Das Ruderblatt war ebenfalls achssymmetrisch eingebaut. Der Mast konnte umgelegt werden und wurde auf dem Deckhaus transportiert. Zumeist in Begleitung der „Menesch“-Schiffe fuhren die Lastschiffe des Typs „Qerer“

#### Papyrusboote

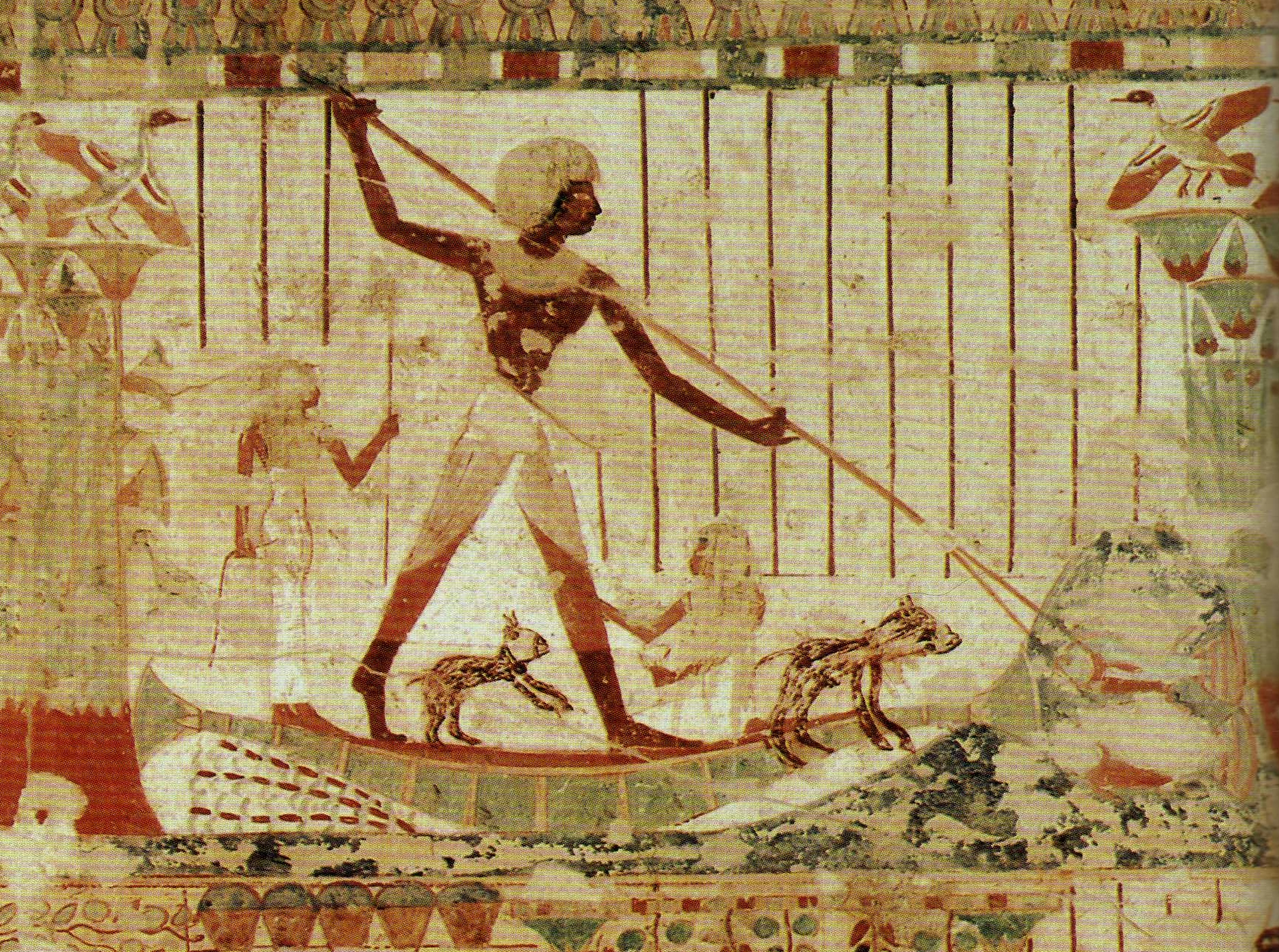
Papyrusboot auf einer Wandmalerei des Grabes des Usheret in Theben, 18. Dynastie, um 1430 v. Chr.

Diese Boote blieben unverändert, waren jedoch reichlicher verziert.

#### Kriegsschiffe
Für Kriegseinsätze wurden wie bisher die auch für Handelszwecke genutzten Boote verwandt. Die auf den Außenwänden des Toten Tempels Ramses III. in Medinet Habu dargestellten Boote stellen jedoch einen völlig anderen als bisher bekannten Bootstyp dar. Die Schiffskörper sind länger mit einem geringeren Freibord und einem Schanzkleid mit Durchlässen für die Ruder. Das Schanzkleid bot den Ruderern Schutz gegen Beschuss. Eine wie bisher zur Stabilisierung an Oberdeck verlaufende Trosse ist nicht erkennbar. Der Mast stand nach wie vor mittschiffs, aber besaß nun eine oben angebrachte Kampfplattform. Es gab keine untere Rah, die Segel wurden zum Kampf aufgegeit. Umstritten ist, ob dieser Bootstyp durch die in ägyptischen Dienst übernommenen und in früheren Auseinandersetzungen gefangenen Seeleute der Seevölker eingeführt wurde oder ob es sich um ägyptische Konstruktionen handelte. Zumindest waren die ägyptischen Boote fast ausschließlich durch fremdländische Söldner bemannt.

#### Staatsyachten
Hinweise auf Staatsyachten gibt es seit der 1. Dynastie. Schiffbaulich entsprachen sie den Standards ihrer Zeit, waren jedoch erheblich aufwendiger gestaltet Dies schloss aufwendig dekorierte Segel ein. An Oberdeck waren Deckhäuser und/oder Baldachine mit sichtbarem Thronsessel eingebaut. Die Länge dieser Boote war stets von beeindruckender Länge bis etwa 50 m.

#### Transportboote für Obelisken

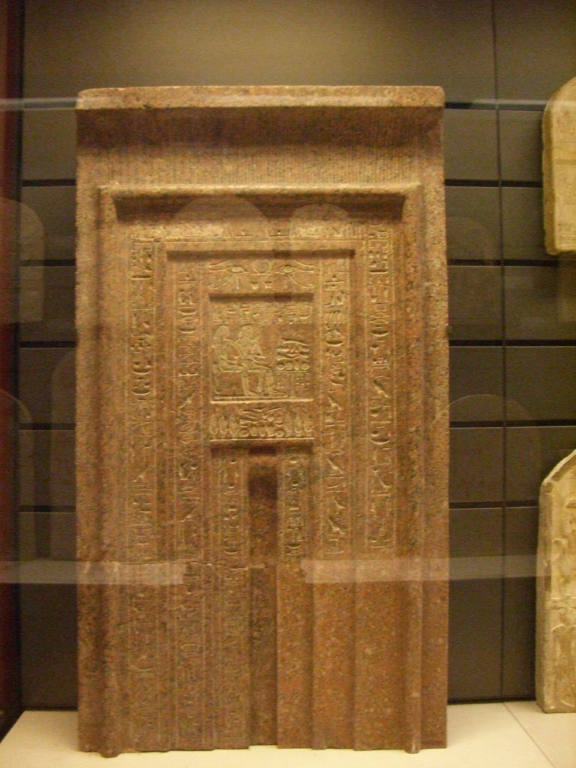
Scheintür

Diese Spezialboote sind seit dem Alten Reich bekannt. Sie transportierten neben Obelisken jede Art von Baumaterialien von den Steinbrüchen zu den Tempelbauten und Gräbern in ganz Ägypten. Bekannt sind die Boote des Pharao Merenre für den Transport von Scheintüren, Fensterstürzen und Portalen sowie Opfertischen aus Alabaster mit einer Länge von bis zu 31,5 m und einer Breite von 15,75 m. Aus der Regierungszeit Thutmosis I. liegen Berichte über ein Boot von 63 m Länge und 21 m Breite für den Transport von Obelisken mit einer Tragfähigkeit von 372 Tonnen vor.
Das bekannteste Boot ist sicherlich der Transportprahm der Hatschepsut für ihre zwei Obelisken im Karnak-Tempel. Die genauen Maße und Wasserverdrängung sind strittig. Unterschiedliche Kalkulationen gehen von dem bekannten Gewicht der Obelisken aus. Dabei wird von Bootslängen von 63 m bis zu 95 m und Bootsbreiten von 25 m bis zu 32 m ausgegangen. Die bisher vorgenommenen Berechnungen der Wasserverdrängung dieser Boote werden mit etwa 1500 bis unglaubliche 7300 Tonnen angenommen. Unabhängig von der Größe des Bootes entsprach die Bauweise der aller anderen Boote dieser Zeit. Allerdings kam es zu einem vermehrten Ansatz bekannter Techniken. Die laterale Festigkeit wurde durch drei Lagen unter dem Oberdeck geführte und die Bordwand durchbrechende, außenbords sichtbare Querbalken verstärkt. Die longitudinale Festigkeit wurde durch fünf statt sonst einer mehradrigen, verdrillten auf Stützen über das Oberdecks laufende Trossen hergestellt. Gesteuert wurde der Prahm durch jeweils zwei seitlich angebrachte Steuerruder. Dreißig Ruderboote mit mehreren hundert Ruderern sorgten für den Vortrieb und die Manövrierfähigkeit.

## Häfen
Die nördliche Sinai-Halbinsel- und die nordafrikanische Küste hatten zwischen dem Nil Delta und der Kyrenaika keine natürlichen Häfen, so dass sich der Schiffsverkehr und die Handelsströme notwendigerweise auf das Nil-Delta konzentrierten. Das Einlaufen in das Nil-Delta wurde allerdings erschwert durch vor gelagerte Sandbänke und teilweise unzureichende Wassertiefe, die ein Umladen auf kleinere Schiffe erforderlich machten. Die Bauweise der Boote erlaubte zu allen Zeiten nicht nur die Nutzung von Häfen, sondern auch ein Auflaufen am Strand oder Ufer. Dementsprechend hatten Häfen beziehungsweise Ladeplätze regelrechte Kaianlagen oder nur aufgeschüttete Dämme und teilweise auch nur Sandstrände. Eine vollständige Liste seinerzeit vorhandener Häfen ist nicht überliefert.

### Handelshäfen
Größere Städte, viele Provinzstädte der Gaue und Königsstädte sowie Städte im von Ägypten beherrschten Syrien/Palästina besaßen zu unterschiedlichen Zeiten Häfen. Stellvertretend seien Auaris, Amarna, Sais, Tanis, Bubastis, Marsa Matruh, Pi-Ramesse, Luxor, Assuan, Memphis, Elephantine, am Roten Meer im heutigen Qusair sowie Mersa Gawasis genannt. In Syrien/Palästina waren Byblos, Tyros, Sidon, Sumuru, Beirut, Ulascha sowie Ugarit sicherlich herausragende Häfen.

### Kriegshäfen
Bekannt ist im Neuen Reich der Hafen Peru-nefer, Marinehafen von Memphis. Der Hafen beherbergte unter Thutmosis III. Werften, Waffenproduktionsstätten und war Trainings- und Einschiffungsort für Pferde und Streitwagen. Ein weiterer Marinehafen war Auaris im pelusischen Nilarm des Deltas. Alle nilnahen Festungen insbesondere in Nubien hatten zumindest einen eigenen Anleger zur Sicherstellung der Versorgung.

### Häfen für kultische Zwecke

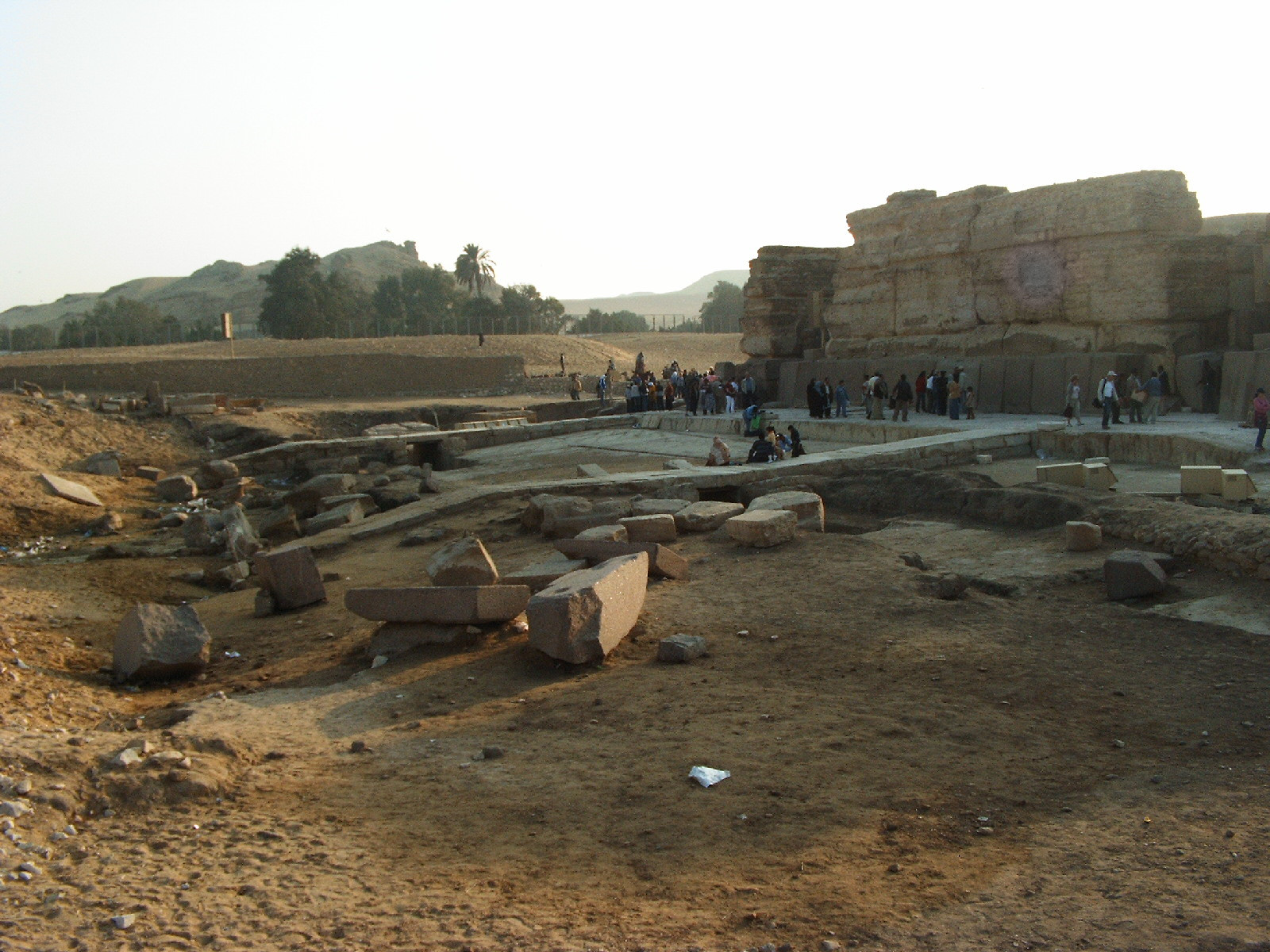
Hafen des Taltempels des Pharao Chephren

Große Tempelanlagen wie Karnak und Pyramidengräber wie die Cheops-Pyramide wurden mit eigenen Häfen sowohl zum Bau dieser Anlagen als auch später für kultische Zwecke gebaut. Amenophis III. ließ für sein Sedfest den T-förmigen Zeremonialhafen Birket Habu am westlichen Ufer des Nils südlich von Theben mit der Jubiläumsstadt Malqata und einer Größe von ca. 240 Hektar bauen. Gegenüber diesem Hafen am Ostufer des Nils entstand ein ebensolcher und gleich großer Hafen. Nach dem ersten Jubiläum wurde der westliche Hafen auf eine Länge von 2 km ausgebaut. Die Häfen waren über Kanäle mit dem Nil verbunden.

### Hafensicherheit
Bewaffnete Posten waren nicht nur in den Delta Häfen, sondern in allen Nilhäfen anwesend. Weitere Posten gab es entlang ausgewählter Nilpassagen. Eigene oder fremde Handelsschiffe wurden teilweise durch eine militärische Begleitmannschaft genannt meshkebu auf ihrer Weiterfahrt Nil aufwärts begleitet.

## Geophysikalische Faktoren
Die Fahrt auf dem Nil wurde durch den von Süden nach Norden strömenden Fluss und den nahezu stetig aus Norden wehenden Wind unterstützt, so dass in beiden Richtungen die Schifffahrt erleichtert wurde. Der Nil ist auf fast 900 km vom Mittelmeer bis zum 1. Katarakt schiffbar. Bei Hochwasser konnte selbst der 1. Katarakt mit Booten überwunden werden. Größere Boote wurden über Land gezogen. Daher zeigt die Hieroglyphe für Reisen nach Norden, auch im Falle einer Reise an Land, ein Boot mit umgelegtem Mast. Die Hieroglyphe für Reisen in den Süden zeigt ein Boot unter Segeln. Ein davor abgebildeter kniender Mann mit Bogen steht für eine militärische Expedition. Die Stromgeschwindigkeit des Nils betrug bei niedrigem Wasserstand im Frühjahr etwa 1kn (Knoten). Zur Zeit der Nilflut im Herbst betrug die Geschwindigkeit 4 kn.
Für die Seefahrt im Mittelmeer ließ der geringe Tiefgang der Boote es generell nicht angeraten sein, über die offene See außerhalb von Landsicht zu fahren. Im Frühjahr und Herbst unterstützten die aus der östlichen Sahara wehenden Chamsin-Winde ein Auslaufen der Boote aus dem Delta. Die Strömung im östlichen Mittelmeer fließt gegen den Uhrzeigersinn und unterstützt damit Boote, die von Ägypten nordwärts entlang der syrisch-palästinensischen Küste und zur nördlichen Mittelmeerküste fahren. Die Seereise Richtung Westen entlang der anatolischen Küste wurde durch die schmalen Durchfahrten zwischen dem Festland und den vorgelagerten Inseln und durch die katabatischen Winde erschwert, besonders im Golf von Antalya. Dies galt auch für die umgekehrte Reise. Durch die Überfahrt aus der Gegend von Beirut nach Zypern und zurück konnten die navigatorisch gefahrvollen Verhältnisse der anatolischen Küste vermieden werden.
Die mit südlichen Kursen entlang der syrisch-palästinensischen Küste gen Ägypten segelnden Boote hatten zwar die Strömung gegen sich, jedoch fanden sie durch den im Tag- und Nachtrhythmus seine Richtung wechselnden Küstenwind Unterstützung.
Das Rote Meer hat nur schwach ausgeprägte Gezeiten. Von Oktober bis Januar weht der Monsun aus südöstlicher Richtung, während er zu den anderen Jahreszeiten aus nördlichen Richtungen kommt. Dies schränkte die Schifffahrt unter Segel auf bestimmte Jahreszeiten ein, wenn man das Rudern vermeiden wollte.

## Reisezeiten
Die Reisedauer war abhängig von Windstärke, Windrichtung, Strömungsgeschwindigkeit, nächtlichen Stopps und der Bauweise und Zustand der Boote. Die Segelsaison auf dem Nil betrug 10 Monate. Ende Dezember bis Mitte Februar ruhte der Bootsverkehr. Nachts wurde allgemein wegen navigatorischer Schwierigkeiten (Sandbänke, Nilpferde) nicht gefahren. Von Qantir im westlichen Delta (nahe Auaris) nach Theben war man 21–24 Tage unterwegs. Die Entfernung betrug 649 km. Die Reise von Memphis im Norden nach Theben dauerte unter Segel etwa 13 Tage. Von Theben nach Elephantine benötigte man für die Strecke von etwa 221 km 4 Tage.
Im Roten Meer wurde ein Etmal unter Segeln von etwa 24 nm erreicht. Die Reisegeschwindigkeit im Mittelmeer betrug unter guten Bedingungen 4–6 Knoten. Die Reisezeit vom Nildelta bis Byblos dauerte etwa 12–13 Tage.

## Handel

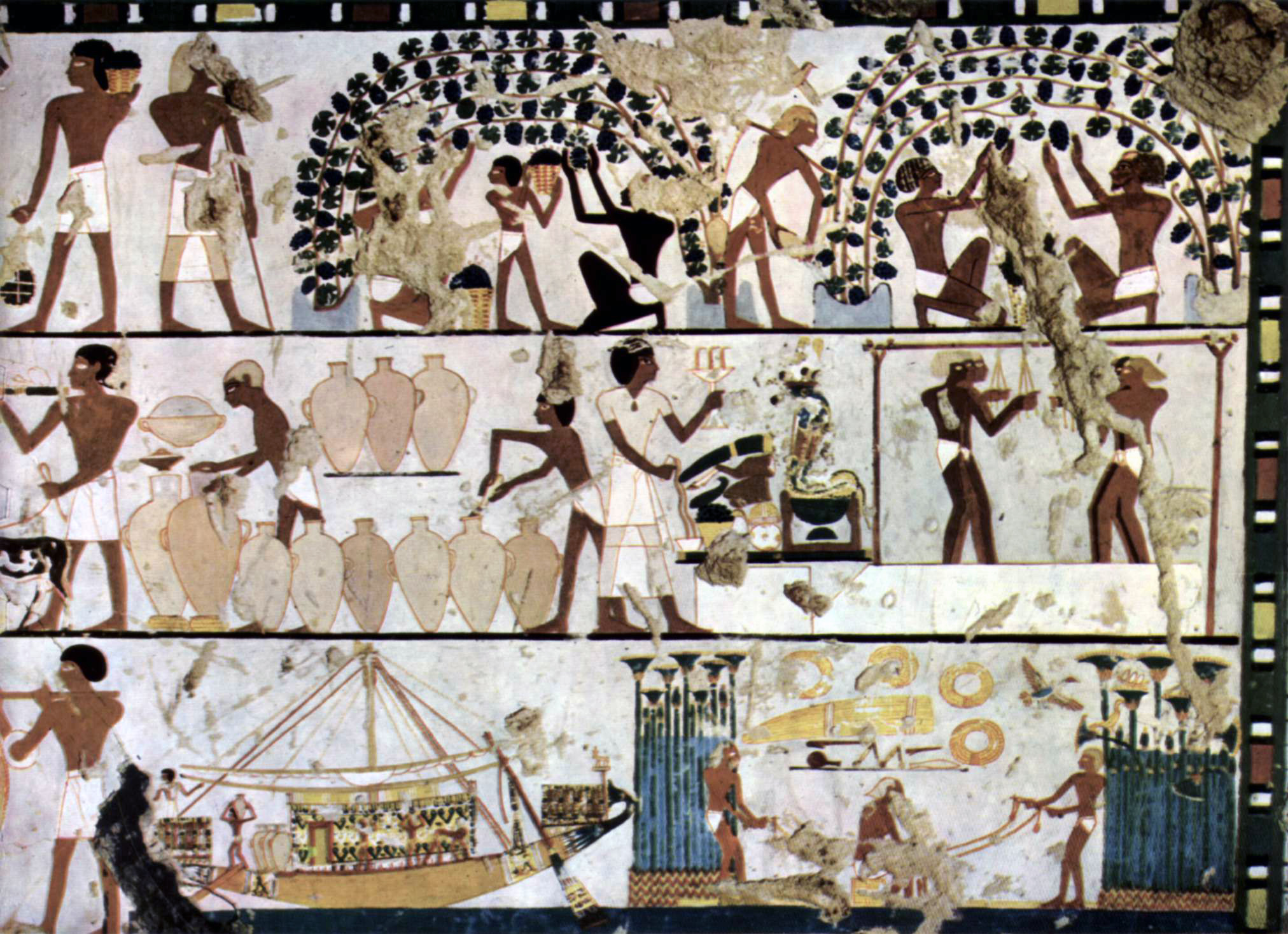
Handelsszene mit Handelsschiff

Der Antrieb für den Seehandel ging sicher von den Häfen der Levante aus, wahrscheinlich aus der Region von Byblos. Um 2600 existierte bereits ein reger Handelsverkehr im östlichen Mittelmeer zwischen Ägypten und den Häfen Byblos, Tyros und Sidon in Syrien. Seit der I. Dynastie ist der Holzimport von Kiefer, Zypressen sowie Zedernholz aus Syrien/Palästina nachweisbar. Um 2000 segelten ägyptische Handelsschiffe über das Rote Meer zur Halbinsel Sinai, um Kupfererz aus den Minen des Pharao aufzunehmen.
Das übergeordnete Prinzip ägyptischer Außenpolitik während des Neuen Reiches in Syrien/Palästina war größtmöglichen wirtschaftlichen und politischen Vorteil bei gleichzeitig minimalem Militäreinsatz zu ziehen. Exportiert wurde im Wesentlichen Rohstoffe wie Kupfer, Zinn, Lebensmittel, Papyrus, Leinen, Perlen, Figuren, Wein, Parfüme, Öle sowie Edelsteine. Außerdem versorgte Ägypten zu gewissen Zeiten seine Vasallenstaaten in Syrien-Palästina und den mit ihnen verbündeten Hethitern mit Getreide. Importgüter waren unter anderem Vieh aus Kleinasien, Holz aus Syrien, Obst aus Zypern, Tuch aus Syrien, Silber aus Kleinasien, Olivenöl, Wein, Kupfer, Schmuck, metallene Gefäße, Glas als auch Militärmaterial wie Pferde und Streitwagen.
Zum Ende des Neuen Reiches wurde der Handel im östlichen Mittelmeer mehr und mehr durch Fremde monopolisiert. Ende der 20. Dynastie war die Herrschaft über Kanaan an die Seevölker übergegangen. Damit war zurzeit Herihor ein regelmäßiger Import von Zedernholz aus Byblos nicht mehr sichergestellt.
Die enorme wirtschaftliche Bedeutung der nubischen Bodenschätze wie Gold, Silber, Ebenholz und Elfenbein und die große kultische Relevanz vieler Produkte aus Nubien und dem Inneren von Afrika wie Leopardenfelle, Straußenfedern sowie Weihrauch gab dem Handel mit Nubien eine lebenswichtige Bedeutung. Jede Bedrohung dieser Handelslinien egal in welcher Größenordnung löste drastische Reaktionen Ägyptens aus.

## Schifffahrt im Krieg
Die eingesetzten Boote für Kriegszwecke entsprachen bis zum Ende des Neuen Reiches den bekannten Handelsbooten. Sie wurden für Einsätze requiriert. Die Requirierung erfasste auch private Boote. Bei der Abwehr der Invasion der Seevölker wurde erstmals ein spezieller Bootstyp als Kriegsschiff eingesetzt. Umstritten ist die originär ägyptische oder aber durch Seevölker importierte Herkunft dieses Bootstyps.
Die amphibische Nutzung von Booten ist seit frühester Zeit dokumentiert. So wurden Boote zum Truppentransport unter Pharao Djer in der frühdynastischen Zeit als auch durch den Gouverneur Weni von Ober-Ägypten unter Pharao Pepi I. im Alten Reich gegen die Nubier und auch gegen die Sandbewohner Syrien/Palästinas eingesetzt. Transporte von Truppen nach Syrien zur Zeit von Pharao Sahure sind ebenfalls nachgewiesen. Der Gaufürst Chnumhotep II. begleitete Pharao Amenemhet II. im Mittleren Reich mit 20 Booten für den Truppentransport auf dem Nil. Der Einsatz von Booten war in den Befreiungskriegen gegen die Hyksos zur Zeit der Pharaonen Kamose und Ahmose I. von entscheidender Bedeutung.
Im Neuen Reich wurden Angriffe gegen Syrien/Palästina über See und an Land vorgetragen. Ein Vormarsch nach Palästina über Land hätte die logistischen Möglichkeiten zur Versorgung einer großen Armee überfordert. Die Fähigkeit, Truppen und Logistik neben der Zuführung über Land auch über See nach Syrien/Palästina durchführen zu können, war eine Voraussetzung für die Expansion Ägyptens zu Beginn der 18. Dynastie. Eine Versorgung über See und die Anlage von Versorgungsdepots in den Häfen längs der Küste gewährleistete einen zügigen Vormarsch. Im Neuen Reich führte Thutmosis III. zerlegte Boote zur Überquerung des Euphrat mit sich. Der Transport von Streitwagen und Pferden über See war problemlos möglich.
Der Nil blieb auch im Neuen Reich der Haupttransportweg. Der Handel mit Nubien, der dortige Festungsbau sowie der Transport von Soldaten geschahen mit Booten über den dritten Katarakt hinaus und sogar bis Kurgus.

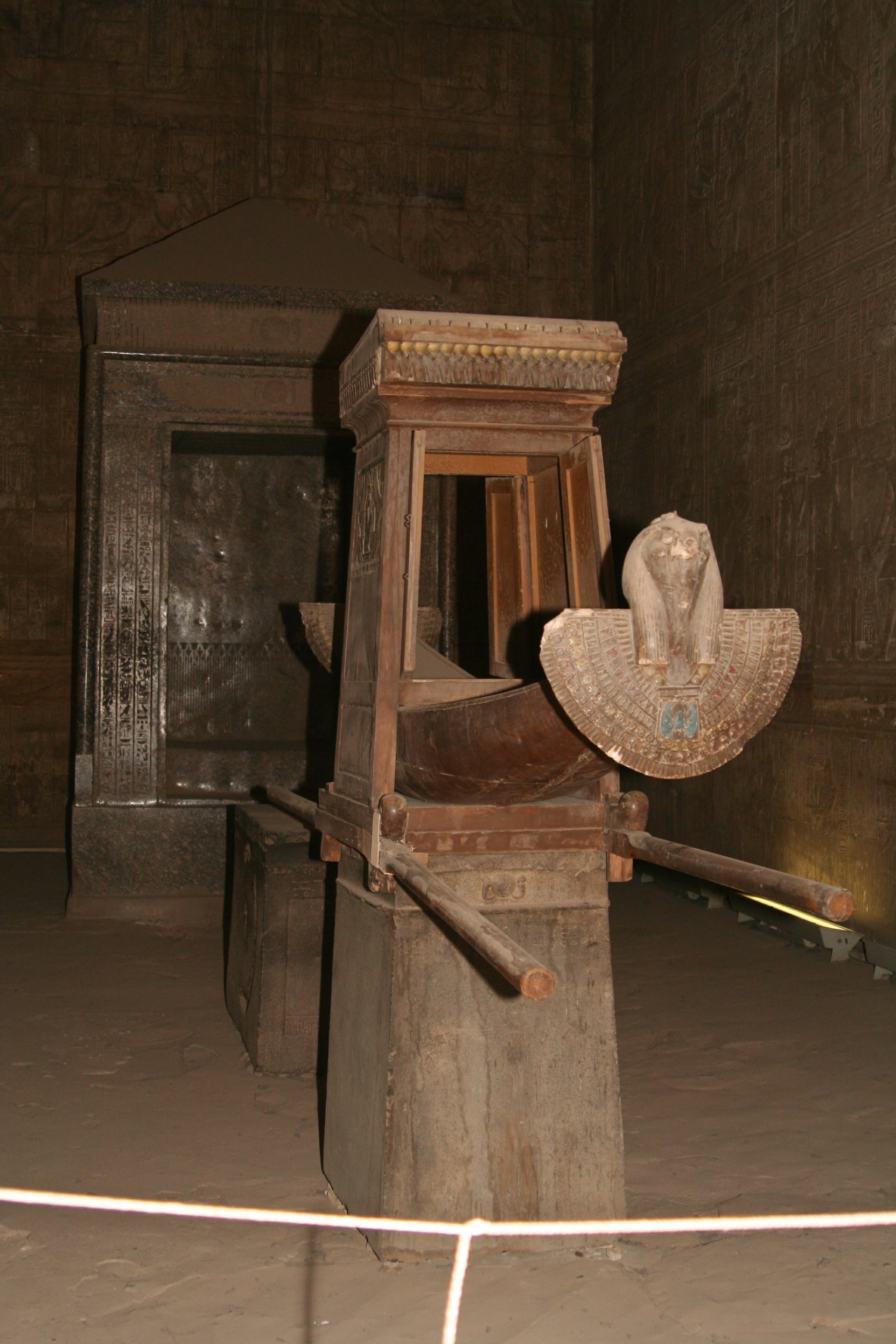
Die heilige Barke im Horus-Tempel von Edfu

## Boote im kultischen Einsatz
Religiöse Praktiken im Zusammenhang mit Booten gehen zurück bis in prähistorische Zeiten. Boote finden Erwähnung im Totenbuch und spielten eine Rolle bei vielen Festspielen und Ritualen. Götterstatuen wurden bei Festen in Götterbarken dem Volk gezeigt und auf Götterschiffen auf dem Wasserweg transportiert. Die Ägypter begriffen Leben und Tod als einen immer währenden Zyklus. Der Sonnengott Re, der in seiner Sonnenbarke tagsüber den „himmlischen Nil“ befuhr, wurde abends „am westlichen Horizont“ von der Himmelsgöttin Nut verschluckt und durchfuhr die Unterwelt stehend auf seiner Barke von West nach Ost, um nach 12 Stunden „am östlichen Horizont“ wieder zu erscheinen.
Es war der Traum aller Ägypter, nach dem Tode eine Fahrt auf dem Nil zu den heiligen Stätten Busiris und Abydos zu unternehmen, die traditionell mit Geburt und Tod des Osiris verbunden waren, bevor sie zu den westlich des Nils gelegenen Nekropolen den Nil von Ost nach West (von den Lebenden zu den Toten) überquerten. Wohlhabenden Ägyptern wurden Boote als Grabbeigaben mitgegeben, um die Verstorbenen über die Wasserläufe der Unterwelt zu tragen.
Bei Jubiläumsfeiern im Zusammenhang mit Festspielen zum Beispiel der Ipet Festspiele wurden die Götterstatuen über den Nil auf heiligen Barken von Karnak nach Luxor transportiert. Die von Amenophis III. aus Anlass seines Sedfestes gebauten Häfen am östlichen und westlichen Ufer und die zwischen ihnen bei Tag und Nacht verkehrenden Barken symbolisierten den Lauf des Sonnengottes Re. Das Militär spielte bei diesen religiösen Festlichkeiten, seit dem Alten Reich eine Rolle. Es bemannte die Barken und hat sie gegebenenfalls gegen den Strom getreidelt.